# Вартемякская волость
Вартемя́кская во́лость — одна из 17 волостей Петроградского (до 1914 года Санкт-Петербургского) уезда одноимённой губернии. На севере граничила с Лемболовской и Куйвозовской волостями, на западе и юго-западе с Белоостровской и Сестрорецкой волостями, на юге с Осинорощенской волостью, и на востоке с Шлиссельбургским уездом.
Вместе с Коркомякской, Куйвозовской и Лемболовской волостями входила до Февральской революции в 3-й стан уезда.
Административный центр — деревня Вартемяки.
Во времена Новгородской республики территория волости относилась к Ореховскому уезду Карельской половины Водской пятины Великого Новгорода.
В 1743 году императрица Елизавета Петровна пожаловала графу П. И. Шувалову мызу Вартемяки, после чего Шуваловы из поколения в поколение становятся главными землевладельцами в этой волости:
- В 1762 году мызу унаследовал Андрей Петрович Шувалов
- В 1789 году мыза перешла к его сыну Петру Андреевичу Шувалову
- В 1808 году — к его внуку Андрею Петровичу Шувалову
- В 1873 году — к Павлу Андреевичу Шувалову.

В 1868 году временнообязанные крестьяне деревень Верхние Станки и Нижние Станки выкупили свои земельные наделы у графа Шувалова и стали собственниками земли. Тем не менее, вплоть до революции Шуваловы оставались здесь фактическими лендлордами: по данным статистики народного хозяйства Петербургского уезда 1891 года граф П. А. Шувалов продолжал владеть имением Вартемяки площадью 10454 десятины. Для нужд имения работал свой кирпичный завод, были устроены оранжереи и печи для производства древесного угля.
По данным на 1890 год крестьянские наделы в волости составляли 4166 десятин. В 10 селениях волости насчитывалось 488 дворов, в которых проживало 2349 душ обоего пола, в том числе 1098 мужчин и 1251 женщина. Число некрестьянских дворов в волости — 95.